# Ceratophygadeuon perditus
Ceratophygadeuon perditus là một loài tò vò trong họ Ichneumonidae.